# Frederic I de Prússia

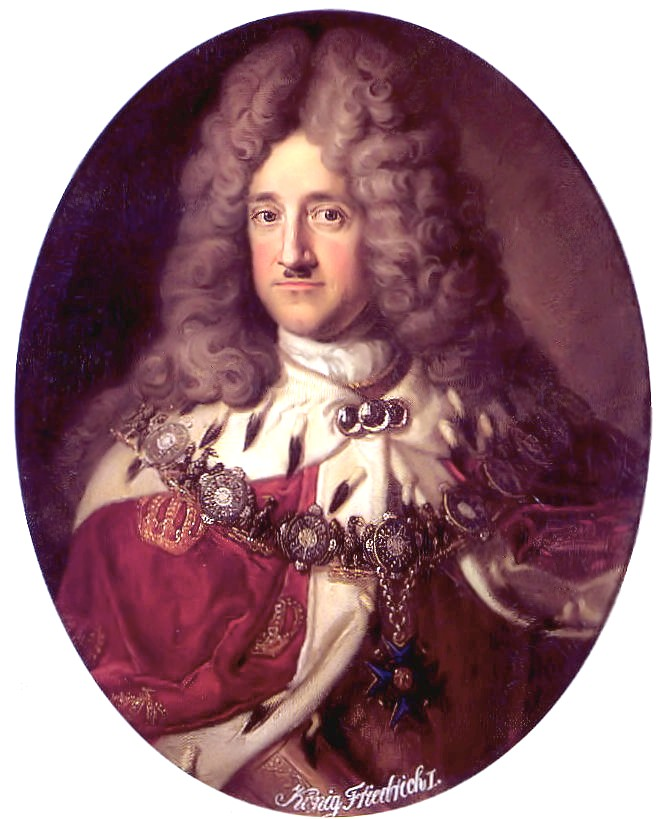
Frederic I de Prússia

Frederic III de Brandenburg i I de Prússia (Königsberg, 11 de juliol de 1657 - Berlín, 25 de febrer de 1713) fou el primer rei de Prússia, des del 18 de gener de 1701, fins a la seva mort.
Frederic esdevingué marcgravi elector de Brandenburg i duc de Prússia en 1688, en morir el seu pare Frederic Guillem I. Per raons de prestigi, en un primer moment, va emprar el títol de "rei" dintre del territori en ser part integrant del Sacre Imperi Romanogermànic. L'emperador Leopold I, en agraïment pel suport prestat per Frederic durant la Guerra de Successió Espanyola li va concedir al marcgravi elector de Brandenburg el títol de rei de Prússia (fins llavors era duc de Prússia).
Frederic I va ser un gran protector de les arts. El 1696 fundà l'Acadèmia de les Arts (Akademie der Künste), i quatre anys més tard l'Acadèmia de les Ciències (Preußische Akademie der Wissenschaften). El 1699, va ordenar l'ampliació del Castell de Berlín i la construcció del Palau de Charlottenburg, que porta el nom de la seva esposa Sofia Carlota de Hannover.

## Família
Membre de la Casa de Hohenzollern, era fill de Frederic Guillem de Brandenburg (1620-1688) i de la princesa Lluïsa Enriqueta de Nassau (1627-1667).
Frederic es va casar tres cops. El 1679 es va casar amb Elisabet Enriqueta de Hessen-Kassel (1661-1683), filla de Guillem VI de Hessen-Kassel i de Hedwig Sofia de Brandenburg, amb la qual va tenir una filla, Lluïsa Dorotea (1680-1705) que es casaria amb Frederic I de Suècia (1676-1751).
Havent enviudat, el 1684 va contreure segon matrimoni amb Sofia Carlota de Hannover (1668-1705), filla de l'elector Ernest August (1629-1698) i de Sofia de Wittelsbach (1630-1714). D'aquest matrimoni en nasqué Frederic Guillem I (1688-1740) que fou el seu successor, i que el 1706 es casà amb la seva cosina Sofia Dorotea de Hannover (1687-1757) amb la que va tenir 14 fills.
El 1708, es va casar per tercera vegada amb Sofia Lluïsa de Mecklenburg-Schwerin (1685-1735), filla de Frederic I de Mecklenburg-Schwerin.